# Gare de Marloie
La gare de Marloie est une gare ferroviaire belge de la ligne 162, de Namur à Sterpenich (frontière luxembourgeoise), située dans le village de Marloie, sur le territoire de la commune de Marche-en-Famenne, en Région wallonne dans la province de Luxembourg.
C'est une gare de la Société nationale des chemins de fer belges (SNCB), desservie par des trains InterCity (IC), Omnibus (L) et d’Heure de pointe (P).

## Situation ferroviaire
Établie à 270 m d'altitude, la gare de Marloie est située au point kilométrique (PK) 51,20 de la ligne 162, de Namur à Sterpenich (frontière du Luxembourg), entre les gares de Aye et Jemelle. C'est une gare de bifurcation avec la ligne 43, de Liège (Angleur) à Marloie, après la gare de Marche-en-Famenne.

## Histoire
Malgré plusieurs pétitions et réclamations, réclamant que le chemin de fer de Bruxelles à la frontière luxembourgeoise, concédé par la loi du 18 juin 1846, desserve les villes de Marche-en-Famenne et de Rochefort, le tracé définitif validé en 1853 fait passer le chemin de fer en rase campagne à quelques kilomètres pour éviter de rallonger le tracé ou de recourir à des ouvrages d'ingénierie plus coûteux. Par conséquent, le hameau de Marloie et le petit village de Jemelle voient apparaître deux gares importantes, reliées à Marche et Rochefort par la route.
Entre Namur et Arlon, la ligne du Luxembourg est mise en service en 1858 par la Grande compagnie du Luxembourg qui inaugure la section de Ciney à Grupont le 17 juillet 1858. Eugène Van Bemmel, auteur d'un guide sur le chemin de fer du Luxembourg et les chemins de randonnée avoisinants ne mentionne pas de gare à Marloie en 1859, citant seulement la gare d'Aye, à une demi-lieue de la ville de Marche.
La station de Marloie ouvre finalement le 17 avril 1861.
Marloie devient une gare de bifurcation le 25 juillet 1865, lorsque la Grande compagnie du Luxembourg ouvre à l'exploitation la section de Merleux à Marloie, qui comprend une gare à Marche en Famenne. Le 1er août 1866 cette ligne est prolongée de Melreux à Liège-Guillemins, ce qui permet l'ouverture dans la totalité de la ligne de l'Ourthe. Un auvent orné est ajouté en 1889. Marloie se développera considérablement autour de la gare, voyant apparaître des hôtels et des industries, notamment une scierie, puis une gare et un dépôt de la Société nationale des chemins de fer vicinaux (SNCV).
Malgré ce statut de gare de correspondance à la croisée de deux lignes et la présence d'un faisceau de voies de garage, c'est en fond de vallée, à Jemelle, qu'une remise à locomotives et un atelier seront créés. Les maigres ressources en eau de Marloie, élément indispensable aux locomotives à vapeur, ont dicté ce choix contraignant.
La ligne du Luxembourg est électrifiée en 1956. Sur la ligne de l'Ourthe où la traction diesel avait succédé aux locomotives à vapeur, il faudra attendre 1993 pour qu'elle soit mise sous tension.

### Le bâtiment d'origine
Pour la construction de ses gares, la Grande Compagnie du Luxembourg réalisa plusieurs modèles standards et choisit, pour Marloie un modèle de bâtiment néo-classique de forme rectangulaire à deux niveaux composé, au centre, d'un élément de trois travées sous bâtière flanqué de part et d'autre par deux pavillons d'une travée sous bâtière transversale. Chaque façade est symétrique. Au rez-de-chaussée, toutes les ouvertures sont des portes surmontées d'arcs bombés. À l’étage, les seuils des fenêtres s'étirent en cordon et un cordon de briques relie le larmier des portes au rez-de-chaussée.
Un bâtiment identique était présent à Melreux-Hotton, sur la ligne de l'Ourthe.
Devenant vite trop petit, le bâtiment de Marloie fut par la suite agrandi avec d'un côté une aile basse d'une travée sous toiture à croupes et de l'autre une aile basse de deux travées sous bâtière prolongée par un bâtiment de service de sept travées sous bâtière.
Le bâtiment de la gare étant considéré comme vétuste en 1912, sa démolition est décidée par l'Administration des chemins de fer, au profit d'un bâtiment qui ressemblerait à celui de Libramont. Ce projet sera reporté sine die et le bâtiment de 1862 était toujours présent en 1944.

### La station vicinale

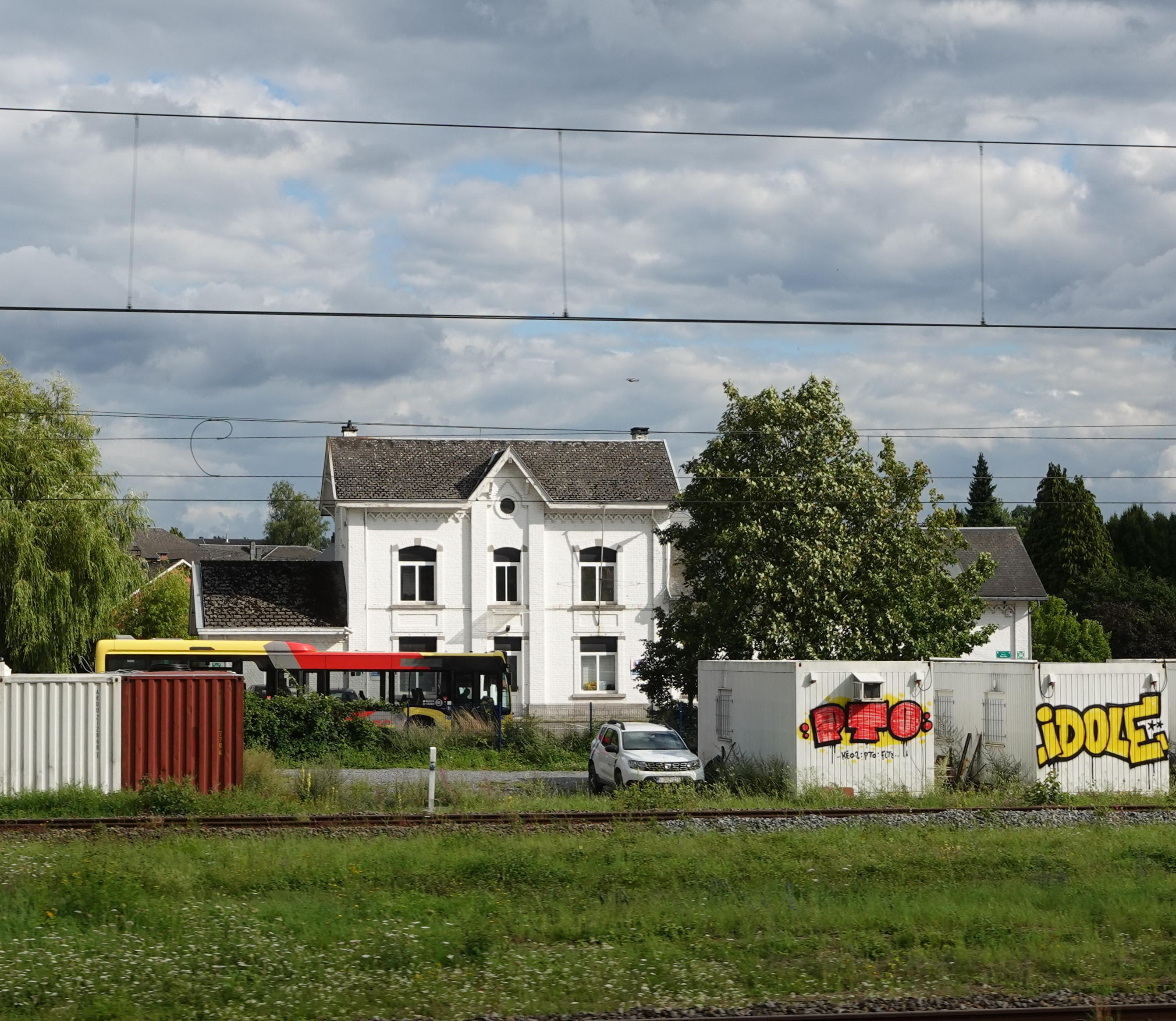
Ancienne gare du tram vicinal.

De 1900 au 6 septembre 1954, Marloie comptait une station de la ligne de tramway 516A Bastogne - Marche-en-Famenne via Amberloup, exploitée par la Société nationale des chemins de fer vicinaux.
Le bâtiment situé rue de Marilda a été utilisé comme gare routière et bureaux du dépôt de bus SNCV puis TEC.

### Le bombardement de la gare
Le 21 mai 1944, vers midi, un avion allié (Un Thunderbolt P47 américain) tira une courte rafale sur un train de 30 wagons chargés de bombes allemandes équivalent à 450 tonnes de TNT. La déflagration énorme détruisit toute la zone de la gare et une grande partie du village, projetant par exemple un essieu de wagon à plusieurs centaines de mètres, et faisant des centaines de blessés civils qui furent soignés dans un hôpital de fortune installé dans un champ, près de la grand-route de Waha vers Rochefort. On dénombra 42 personnes tuées, dont deux Allemands. Les ouvriers du STO reconstruisirent les voies en quelques jours.

### La seconde gare

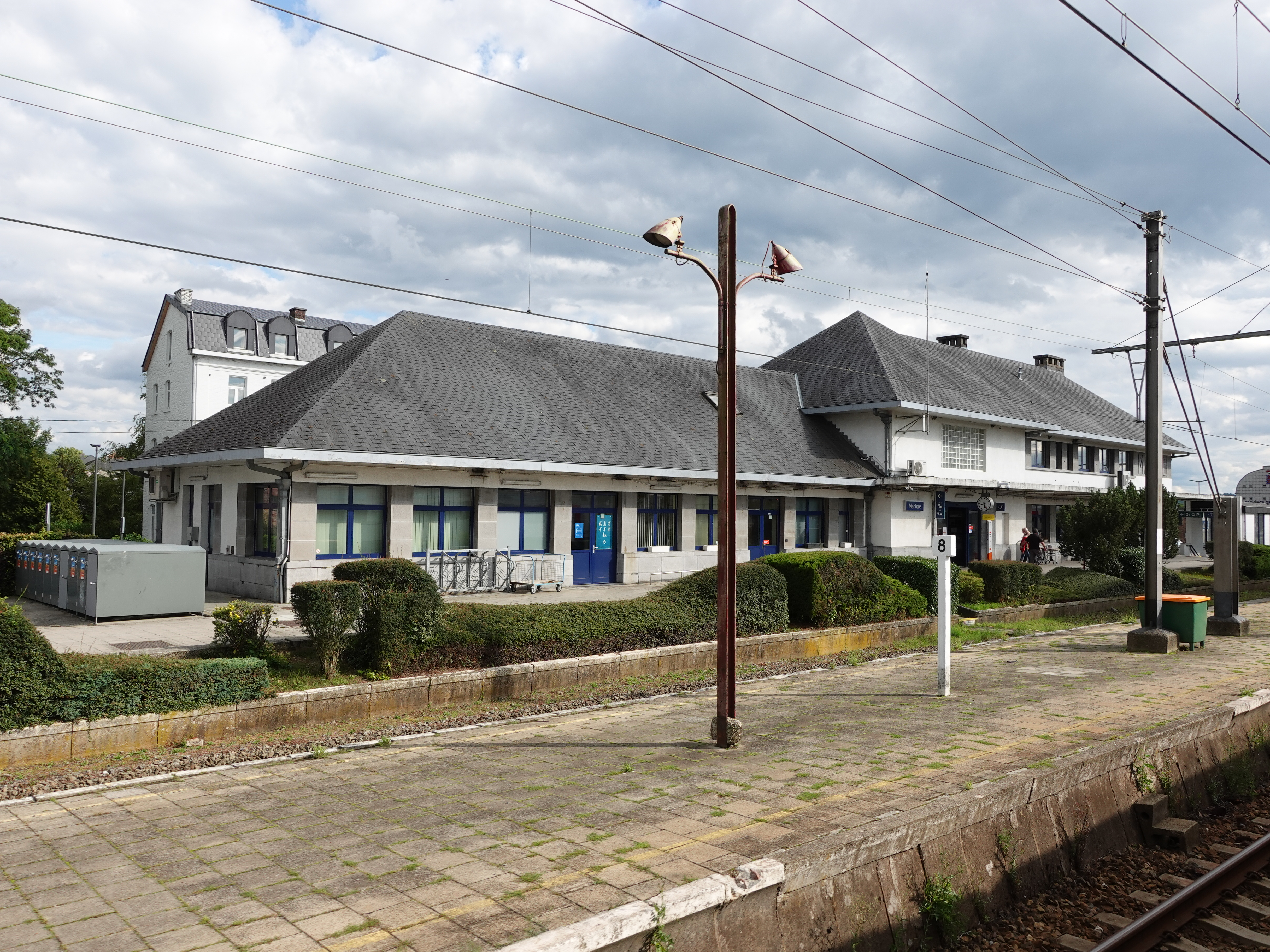
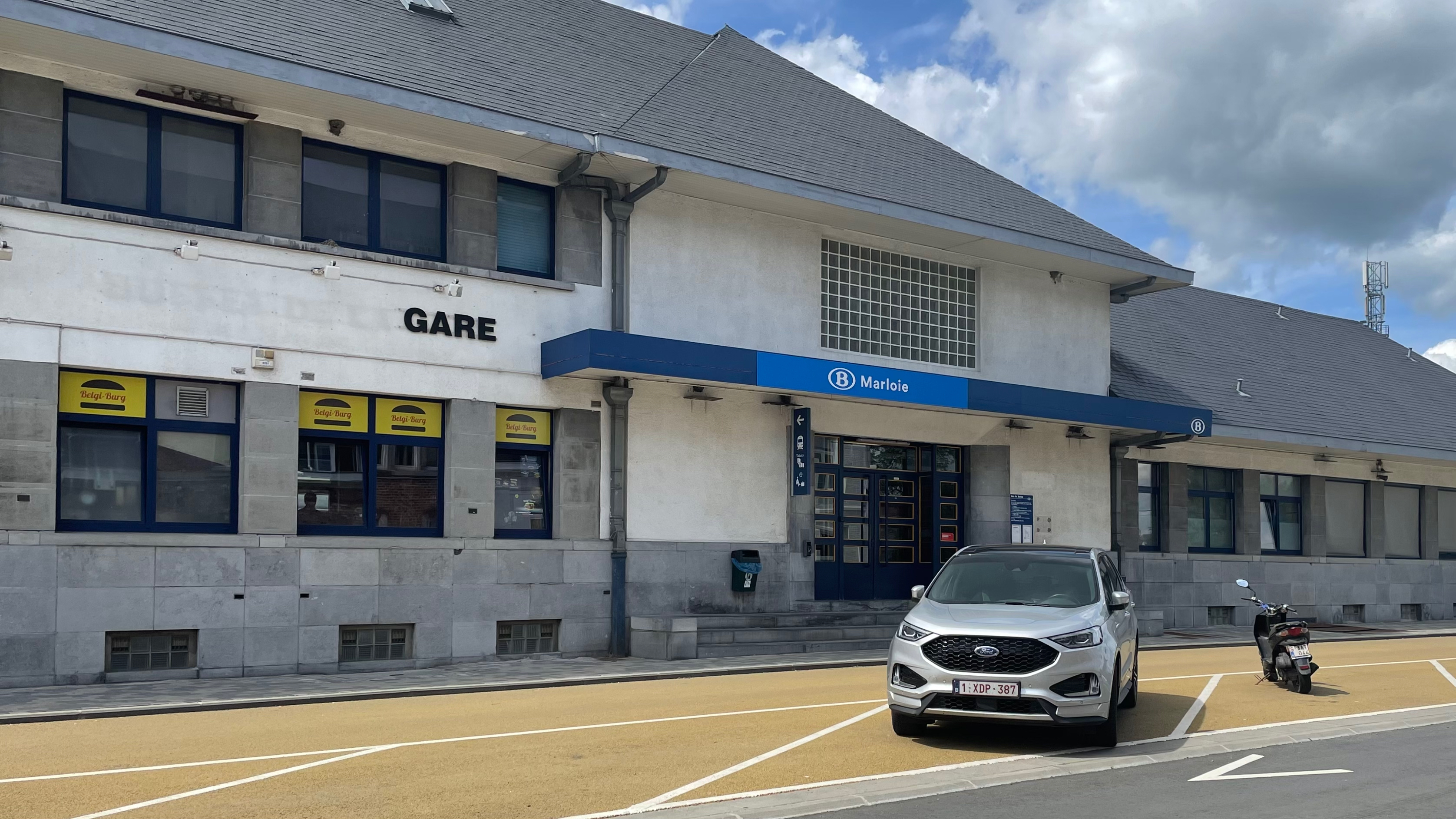
Entrée de la gare.
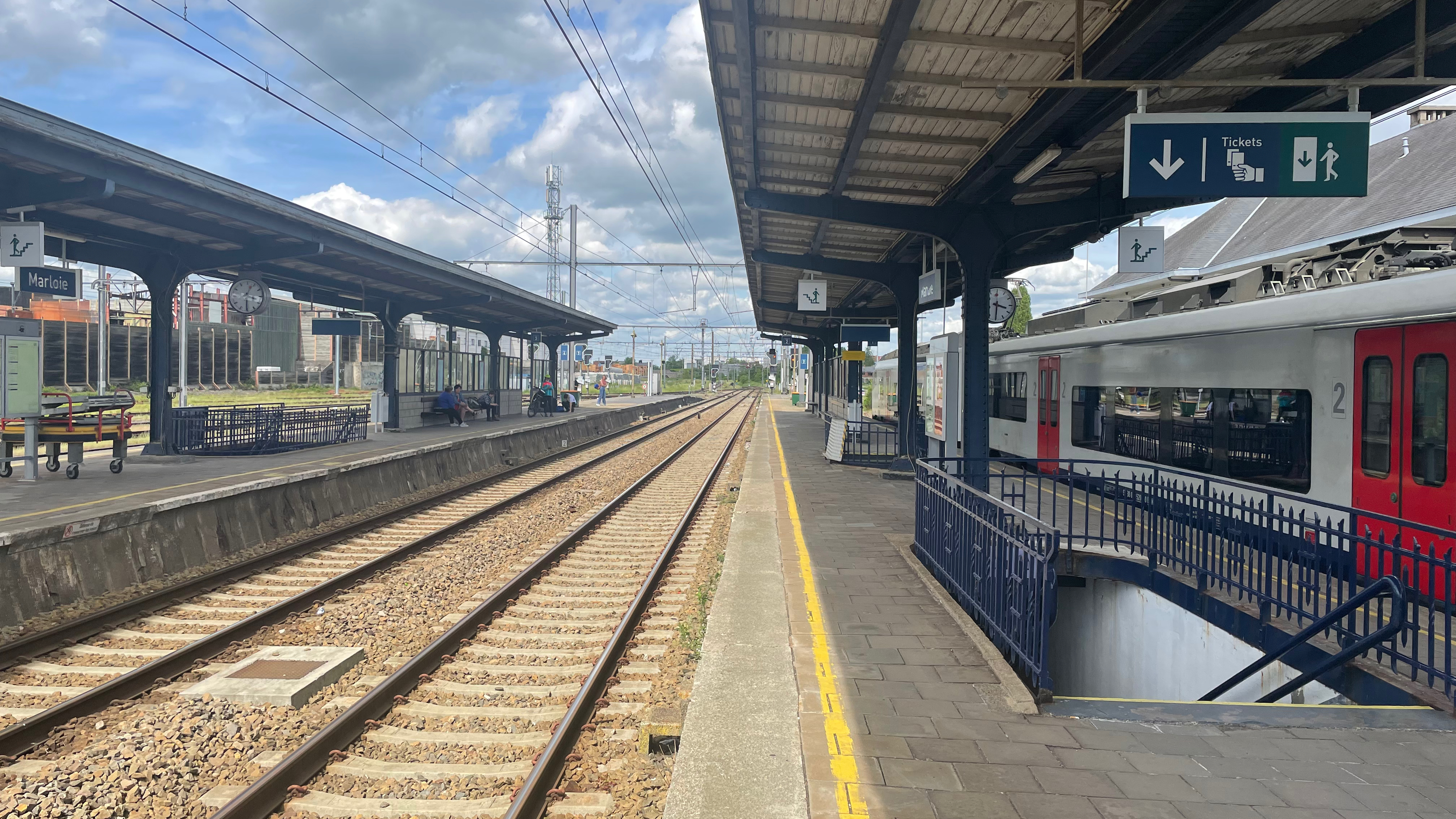
Quai de la gare.
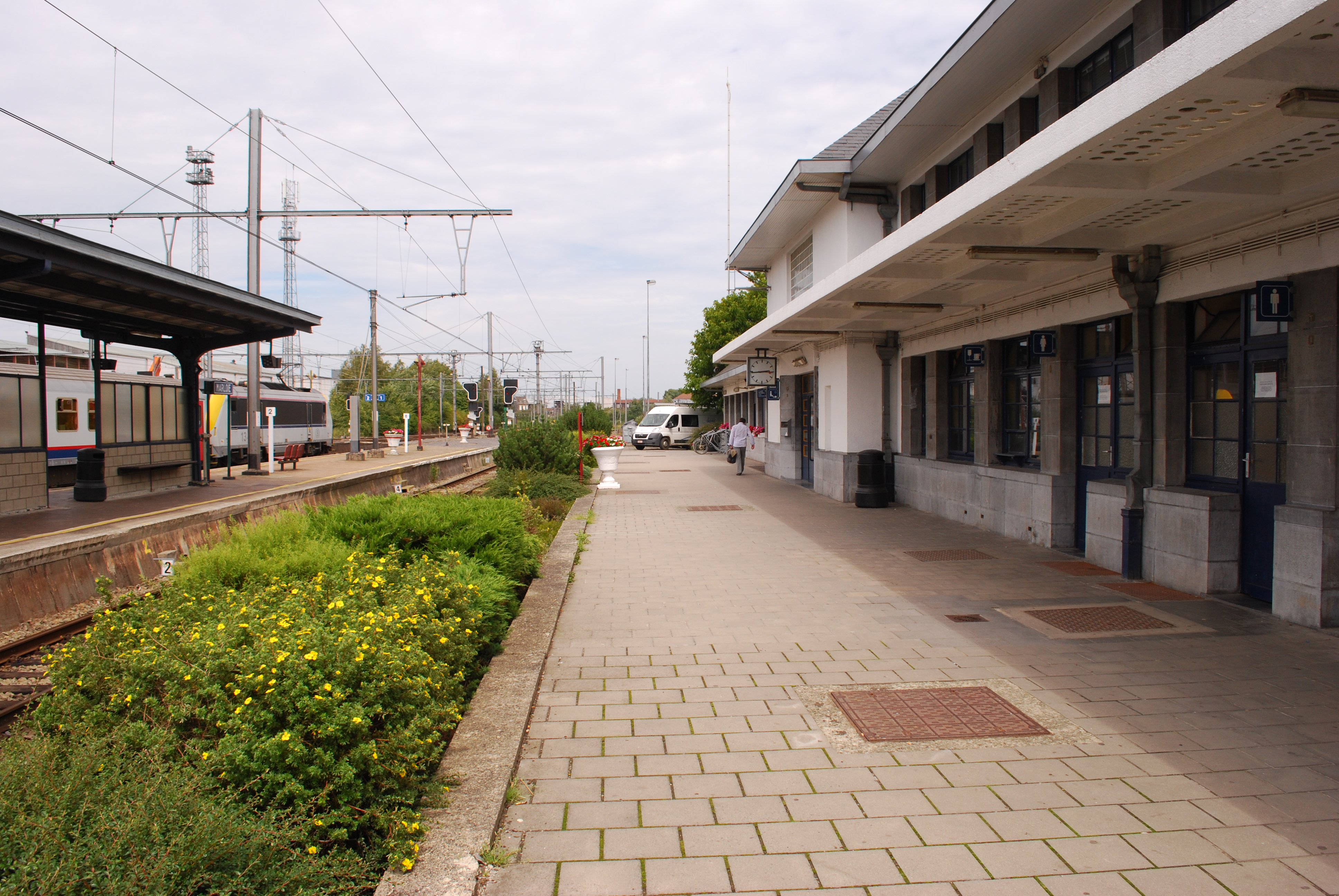
Ancien quai no 1.

## Service des voyageurs

### Accueil
Gare de la SNCB,, elle dispose d'un bâtiment voyageurs avec guichets ouverts tous les jours. Le bâtiment intègre divers services comme une consigne à bagages et un distributeur de boissons fraîches. Les quais sont équipés d'abris et un passage souterrain permet l'accès en sécurité aux quais.

### Dessertes
Marloie est desservie par des trains InterCity (IC), des trains d'heure de pointe (P) et des trains Omnibus (L) qui desservent la ligne 162 et la ligne 43 (voir brochures de lignes de la SNCB).
En semaine, la desserte, cadencée, sauf pour les trains P comprend :
- des trains IC-16 entre Bruxelles-Midi et Luxembourg ou Arlon ;
- des trains L entre Ciney et Rochefort-Jemelle (toutes les deux heures) ;
- des trains L entre Liers et Marloie ou Rochefort-Jemelle ;
- des trains P reliant Bruxelles-Midi à Rochefort-Jemelle ;
- des trains P reliant Namur à Rochefort-Jemelle ou Luxembourg ;
- des trains P entre Ciney et Rochefort-Jemelle ou Libramont ;
- deux trains P entre Liège-Saint-Lambert et Rochefort-Jemelle ;
- un train P de Louvain-la-Neuve à Rochefort-Jemelle, le vendredi en période scolaire.

Les week-ends et jours fériés, la desserte est moins étoffée et les trains L ne roulent que toutes les deux heures. Elle est constituée par les trains suivants
- trains IC-16 Bruxelles-Midi - Luxembourg ;
- trains L Ciney - Libramont ;
- trains L Liers - Marloie ;
- en période scolaire, un unique train P entre Arlon et Bruxelles-Midi le dimanche soir et un autre entre Arlon et Liège-Saint-Lambert.

### Intermodalité
Un abri couvert est réservé pour le garage des deux roues, et des parkings pour les véhicules y sont aménagés. En face de la gare des emplacements sont aménagés pour les bus du réseau TEC Namur-Luxembourg.

## Comptage voyageurs
Ce graphique et tableau montre le nombre de voyageurs embarquant en moyenne durant la semaine, le samedi et le dimanche.
| Nombre de passagers qui embarquent à la gare de Marloie | Nombre de passagers qui embarquent à la gare de Marloie | Nombre de passagers qui embarquent à la gare de Marloie | Nombre de passagers qui embarquent à la gare de Marloie |
|                                                         | Semaine                                                 | Samedi                                                  | Dimanche                                                |
| ------------------------------------------------------- | ------------------------------------------------------- | ------------------------------------------------------- | ------------------------------------------------------- |
| 1977                                                    | 773                                                     | 333                                                     | 383                                                     |
| 1978                                                    | 804                                                     | 306                                                     | 299                                                     |
| 1979                                                    | 914                                                     | 273                                                     | 445                                                     |
| 1980                                                    | 731                                                     | 235                                                     | 298                                                     |
| 1981                                                    | 896                                                     | 277                                                     | 570                                                     |
| 1982                                                    | 1 115                                                   | 364                                                     | 484                                                     |
| 1983                                                    | 1 098                                                   | 392                                                     | 545                                                     |
| 1984                                                    | 968                                                     | 325                                                     | 594                                                     |
| 1985                                                    | 1 308                                                   | 450                                                     | 731                                                     |
| 1986                                                    | 1 256                                                   | 491                                                     | 611                                                     |
| 1987                                                    | 1 097                                                   | 325                                                     | 656                                                     |
| 1988                                                    | 1 137                                                   | 376                                                     | 730                                                     |
| 1989                                                    | 1 358                                                   | 428                                                     | 754                                                     |
| 1990                                                    | 1 018                                                   | 396                                                     | 698                                                     |
| 1991                                                    | 1 069                                                   | 368                                                     | 544                                                     |
| 1992                                                    | 1 143                                                   | 398                                                     | 562                                                     |
| 1993                                                    | 1 070                                                   | 384                                                     | 794                                                     |
| 1994                                                    | 1 211                                                   | 449                                                     | 875                                                     |
| 1995                                                    | 1 133                                                   | 369                                                     | 734                                                     |
| 1996                                                    | 1 097                                                   | 631                                                     | 748                                                     |
| 1997                                                    | 1 202                                                   | 544                                                     | 708                                                     |
| 1998                                                    | 1 138                                                   | 517                                                     | 794                                                     |
| 1999                                                    | 1 196                                                   | 550                                                     | 840                                                     |
| 2000                                                    | 1 168                                                   | 605                                                     | 876                                                     |
| 2001                                                    | 1 317                                                   | 492                                                     | 815                                                     |
| 2002                                                    | 1 242                                                   | 402                                                     | 880                                                     |
| 2003                                                    | 1 207                                                   | 471                                                     | 830                                                     |
| 2004                                                    | 1 190                                                   | 496                                                     | 788                                                     |
| 2005                                                    | 1 239                                                   | 560                                                     | 820                                                     |
| 2006                                                    | 1 179                                                   | 602                                                     | 740                                                     |
| 2007                                                    | 1 264                                                   | 482                                                     | 798                                                     |
| 2008                                                    | -                                                       | -                                                       | -                                                       |
| 2009                                                    | 1 187                                                   | 480                                                     | 753                                                     |
| 2010                                                    | -                                                       | -                                                       | -                                                       |
| 2011                                                    | -                                                       | -                                                       | -                                                       |
| 2012                                                    | 1 390                                                   | 511                                                     | 750                                                     |
| 2013                                                    | 1 346                                                   | 539                                                     | 767                                                     |
| 2014                                                    | 1 439                                                   | 547                                                     | 707                                                     |
| 2015                                                    | 1 653                                                   | 918                                                     | 1 815                                                   |
| 2016                                                    | 1 779                                                   | 1 013                                                   | 1 284                                                   |
| 2017                                                    | 1 700                                                   | 873                                                     | 1 373                                                   |
| 2018                                                    | 1 621                                                   | 904                                                     | 1 355                                                   |
| 2019                                                    | 1 527                                                   | 825                                                     | 1 006                                                   |
| 2020                                                    | 1 182                                                   | 630                                                     | 701                                                     |
| 2021                                                    | -                                                       | -                                                       | -                                                       |
| 2022                                                    | 1 850                                                   | 813                                                     | 1 402                                                   |
| 2023                                                    | 1 564                                                   | 876                                                     | 1 824                                                   |
| 2024                                                    | 1 510                                                   | 931                                                     | 1 160                                                   |